# Apóstolos de Bahá'u'lláh
Os Apóstolos de Bahá'u'lláh eram os dezenove seguidores eminentes de Bahá'u'lláh, fundador da Fé Bahá'í. Os apóstolos foram designados nesta posição por Shoghi Effendi, guardião da Fé Bahá'í, e a lista foi incluída no The Bahá'í World, Vol. III (pg. 80-81).
Estes indivíduos tomaram um papel vital no desenvolvimento da Fé de Bahá'u'lláh, consolidando seus aderentes e trazendo seus ensinos em torno do mundo. Para os Bahá'ís, definiram um papel semelhante aos filhos de Jacó, apóstolos de Jesus,os companheiros de Muhammad, ou as Letras do Vivente do Báb.

## Os Apóstolos de Bahá'u'lláh
1. Mírzá Músá
2. Badí'
3. Sultánu'sh-Shuhada'
4. Hájí Amín
5. Mírzá Abu'l-Fadl
6. Varqá
7. Mírzá Mahmúd
8. Hají Ákhúnd
9. Nabíl-i-Akbar
10. Vakílu'd-Dawlih
11. Ibn-i-Abhar
12. Nabíl-i-A`zam
13. Samandar
14. Mírzá Mustafá
15. Mishkín-Qalam
16. Adíb
17. Shaykh Muhammad-'Alí
18. Zaynu'l-Muqarrabín
19. Ibn-i-Asdaq